# Лососеві (підродина)
Лососеві (Salmoninae) — підродина променеперих риб з однойменної родини лососевих (Salmonidae). Найбільша підродина цієї родини (згідно видання «Риби світу» (2016), містить 6 родів і близько 121 виду).
У спинному плавці менше 16 променів. Луска дрібна, вздовж бічної лінії вміщується понад 110 штук. Верхньощелепна кістка з зубами.
Найдавніші відомі викопні форми (Eosalmo) належать до еоцену.
Згідно FishBase та WoRMS (червень 2017), підродина містить 7 родів:
- Brachymystax (ленок)
- Hucho (таймень)
- Oncorhynchus (тихоокеанський лосось)
- Parahucho
- Salmo (лосось)
- Salvelinus (палія)
- Salvethymus

У виданні «Риби світу» Дж. Нельсона (2016) Salvethymus розглядається як підрід роду Salvelinus, і підродина містить 6 родів.